# Ebanga
Ebanga é uma comuna angolana. Pertence ao município da Ganda, na província de Benguela.